# Іскра-Сталь
«Іскра-Сталь» (рум. Iskra-Stal, рос. Искра-Сталь) — молдовський футбольний клуб із Рибниці, заснований 2005 року. Виступає у національному дивізіоні Молдови.

## Досягнення
- Чемпіонат Молдови:
  - Срібний призер (1): 2009/2010
  - Бронзовий призер (1): 2008/2009
- Кубок Молдови:
  - Володар (1): 2010/2011